# Brain Biotech
Die BRAIN Biotech AG (bis April 2021 B.R.A.I.N. Biotechnology Research and Information Network AG) ist ein börsennotiertes Biotechnologie-Unternehmen mit Hauptsitz in Zwingenberg im Landkreis Bergstraße in Hessen. Das 1993 gegründete Unternehmen ist auf die industrielle Biotechnologie spezialisiert und agiert als Technologie-Dienstleister für biobasierte Produkte und Prozesse.

## Konzernstruktur
Brain Biotech ist eine Aktiengesellschaft und die Muttergesellschaft der internationalen Brain Biotech Gruppe mit insgesamt rund 320 Mitarbeitenden.
Zur Unternehmensgruppe gehören neben der Brain Biotech AG folgende Unternehmen: Biocatalysts Ltd. (Vereinigtes Königreich), Biosun Biochemicals Inc. (Biosun FFI, USA), Breatec B.V. (Niederlande) und WeissBioTech GmbH (Deutschland). SolasCure Ltd. mit Sitz im Vereinigten Königreich ist eine Ausgründung und Minderheitsbeteiligung der BRAIN Biotech AG.

## Unternehmensprofil
Die Unternehmensgruppe vereint Forschung und Entwicklung (F&E), Produktion und Vertrieb biobasierter Produkte und Prozesslösungen. Einen Produktschwerpunkt stellen Enzyme dar. Die BRAIN Biotech Gruppe verfügt über eigene Fermentations- bzw. Produktionsstätten für Proteine in Kontinentaleuropa, Großbritannien und in den USA. Kunden des Konzerns sind überwiegend Unternehmen der Lebensmittel- und Chemie-Branche sowie Pharma- und Kosmetikunternehmen.
Ihre Geschäftstätigkeiten bildet die Brain Biotech AG in zwei Segmenten ab: das BRAINBiocatalysts-Segment beinhaltet den Produktverkauf von Spezial-Enzymen, Mikroorganismen und Inhaltsstoffen sowie kundenspezifisch entwickelte bzw. produzierte Enzyme und Proteine. Das Segment BRAINBioIncubator umfasst forschungsintensive F&E-Projekte mit Industriepartnern sowie Eigenentwicklungen.
Der Vorstand der Brain Biotech AG besteht aus zwei Mitgliedern: Adriaan Moelker (Vorstandsvorsitzender) und Michael Schneiders (Finanzvorstand).
Zu namentlich genannten Auftraggebern des Unternehmens gehören unter anderem BASF, Bayer, Bluecon Biotech, Clariant, DSM, Evonik Industries, Formo Biotech, Fuchs Petrolub, Heraeus, Henkel, Nutrinova, RWE, Sandoz, Südzucker, Symrise, Wipro und Wella.

## Aktionärsstruktur
| Anteilseigner               | Anteil in % |
| MP Beteiligungs-GmbH        | 45,4 %      |
| Streubesitz                 | 31,78 %     |
| Daniel Hopp                 | 5,60 %      |
| Universal-Inv.              | 3,20 %      |
| Gabriele Sachse             | 2,72 %      |
| Wydler Asset.               | 2,60 %      |
| Apo Asset Man.              | 2,25 %      |
| Deka Invest.                | 1,85 %      |
| Joh. Berenber.              | 1,56 %      |
| FPM Frankfurt               | 1,52 %      |
| MEAG MUNICH                 | 1,51 %      |
|                             | 100 %       |
| Stand: 30.05.2024 Comdirect |             |

## Geschichte
Das Unternehmen wurde 1993 von Holger Zinke (* 1963), Jürgen Eck und Hans Günter Gassen in Darmstadt unter dem Namen B.R.A.I.N. Biotechnology Research and Information Network AG gegründet. Zinke war zunächst Geschäftsführer, seit der Umwandlung in eine Aktiengesellschaft (2000) war er bis Juli 2015 Vorstandsvorsitzender und ab August 2015 bis 2017 stellvertretender Vorsitzender im Aufsichtsrat. Sein Nachfolger als Vorstandsvorsitzender wurde im August 2015 Mitgründer Jürgen Eck (* 1962), bis dahin Technischer Vorstand.
Im Februar 2020 übernahm Adriaan Moelker die Position des Vorstandsvorsitzenden (CEO) von Jürgen Eck.
Seit dem Börsengang im Jahr 2016 ist die Brain Biotech AG im Prime Standard der Frankfurter Wertpapierbörse notiert (ISIN DE0005203947 / WKN 520394).
Im April 2021 änderte das Unternehmen seinen Namen von B.R.A.I.N. Biotechnology Research and Information Network AG zu Brain Biotech AG.
Im Mai 2021 informierte die Brain Biotech AG die Öffentlichkeit erstmals über die Entwicklung einer proprietären CRISPR-Cas-Methode auf Basis einer eigenen Non-Cas9-Nuklease. Das molekulargenetische Werkzeug setzt das Unternehmen für die Gen-Editierung in Entwicklungsprojekten ein.
Im September 2023 informierte die Brain Biotech AG, dass das Europäische Patentamt ein neues Patent für Brain Biotech´s G-dase® E Nukleasen als Stoffpatent erteilt hat.

## Akquisitionen und Beteiligungen
- 2009 übernahm Brain den Kosmetikentwickler und -hersteller L.A. Schmitt GmbH mit Sitz in Ludwigsstadt.
- 2013 erwarb Brain den Spezialisten für Naturstoffchemie Analyticon Discovery GmbH aus Potsdam.
- 2014 investierte Brain erstmals in die WeissBioTech GmbH, ein Unternehmen mit Sitzen in Ascheberg und Büttelborn, das sich auf Enzyme für die Lebensmittelindustrie konzentriert. 2020 erwarb BRAIN die ausstehenden Minderheitsanteile.[10]
- 2018 übernahm Brain Anteile am Enzymspezialisten Biocatalysts Ltd. in Cardiff, Vereinigtes Königreich.[11]
- Im Jahr 2018 beteiligte sich BRAIN an der Gründung der SolasCure Ltd., die sich eigenverantwortlich der Entwicklung, CE-Zertifizierung und Vermarktung von Medizinprodukt|en auf Basis des Enzyms Aurase® zur biologischen Aufbereitung chronischer Wunden widmet.[12]
- 2021 erwarb BRAIN Biotech mit der BIOSUN Biochemicals Inc. mit Sitz in Tampa, Florida, USA, einen Hersteller und Distributor von Enzymen und Aromen.[13]
- 2022 erwarb Brain Biotech eine Mehrheit an dem niederländischen Back-Enzym-Spezialisten Breatec B.V.[14]
- 2022 verkaufte Brain Biotech das Tochterunternehmen L.A. Schmitt an eine Gesellschaft der koreanischen URI-Gruppe.[15]
- 2023 erwarb Brain Biotech die ausstehenden letzten Minderheitsbeteiligungen an Biocatalysts Ltd[16]
- 2024 wird die AnalytiCon Discovery GmbH auf die BRAIN Biotech AG verschmolzen[17]

## Nachhaltigkeit
Das Unternehmen ist aktiver Unterstützer des United Nations Global Compact.
Im Mai 2022 hat das Unternehmen seinen ersten Nachhaltigkeitsbericht und ein initiales ESG- (Economic, Social, Governmental) Datenblatt veröffentlicht. Die Produkte und Dienstleistungen des Unternehmens adressieren direkt mindestens fünf Nachhaltigkeitsziele der Vereinten Nationen (UN-SDGs).

## Produkte und Services
Zu den Produkten des Biotech-Unternehmens gehören Enzyme, Mikroorganismen und Inhaltsstoffe.
Enzyme
Das Unternehmen vertreibt fertige Enzym-Produkte, daneben findet und entwickelt es im Kundenauftrag neuartige Enzyme für spezielle industrielle Anwendungen. Es optimiert Enzyme und Proteine mit Hilfe von Protein-Engineering. 
Mikroorganismen
Auf der Basis einer eigenen Sammlung aus natürlichen Ressourcen und Bioinformatik-Daten identifiziert und entwickelt das Unternehmen Mikroorganismen, die als Produktionsstämme bzw. als Starterkultur|en für Fermentation|en geeignet sind, oder als funktionelle Mikroorganismen-Biomasse dienen.
Inhaltsstoffe
Neben Inhaltsstoffen vor allem für die Backindustrie gehören Aromen für die Getränkeindustrie zum Portfolio der Unternehmensgruppe.
Services
Die Unternehmensgruppe ist Dienstleister für die Erforschung und Entwicklung von Enzymen und für die biologische Herstellung von Enzymen und andere Proteinen. Für die Herstellungsverfahren entwickelt und skaliert das Unternehmen passende Bioengineering Prozesse.

## Auszeichnungen
Unternehmensauszeichnungen:
- 1998 Innovationspreis des Landes Hessen[19]
- 2015 Deutscher Bürgerpreis, 2. Preis in der Kategorie „Engagierte Unternehmer“
- 2016 Werkbund-Label[20]
- 2023 Erster Platz für Akribion Genomics bei Life-Science-Startup-Wettbewerb[21]
- 2023 Akribion-Genomics-Team der BRAIN Biotech AG gewinnt ersten Preis beim „BioRiver Boost!“ Start-up-Wettbewerb[22]
- 2023 Innovativer Ansatz für neue Krebstherapie ausgezeichnet: Akribion Genomics erhält Hessischen Gründerpreis[23]

Auszeichnungen für den Unternehmensgründer Holger Zinke:
- 2008 Deutscher Umweltpreis[24]
- 2010 Bundesverdienstkreuz am Bande[25]